# NGC 908
NGC 908 ist eine Spiralgalaxie vom Hubble-Typ SA(s)c im Sternbild Walfisch südlich des Himmelsäquators. Bei einer Entfernung von geschätzten 65 Millionen Lichtjahren ergibt sich ein Durchmesser von 115.000 Lj. Die Kernregion ist absolut gleichmäßig, ohne Bulge, sie zählt somit zu den sogenannten Scheibengalaxien.

NGC 908 steht vermutlich in Wechselwirkung mit der kompakten Galaxie PGC 9005.
Die Galaxienscheibe ist stark verbogen – in der Osthälfte überkreuzen sich scheinbar zwei Spiralarme. Der Grund für die Verformungen ist unklar, es sind keine anderen Objekte in unmittelbarer Nähe erkennbar.
Das Objekt wird zusammen mit den beiden Galaxien NGC 899 und NGC 907 (0,5 Grad nordnordwestlich beziehungsweise 0,5 Grad nördlich) zur Cetus-Aries-Galaxiengruppe gerechnet.
Die Galaxie wurde am 20. September 1786 von dem deutsch-britischen Astronomen William Herschel entdeckt.

## NGC 908-Gruppe (LGG 56)
| Galaxie  | Alternativname | Entfernung/Mio. Lj |
| -------- | -------------- | ------------------ |
| NGC 908  | PGC 9057       | 66                 |
| NGC 899  | PGC 8990       | 68                 |
| NGC 907  | PGC 9054       | 72                 |
| IC 223   | PGC 8998       | 69                 |
| PGC 8602 | ESO 544-30     | 70                 |
| PGC 8851 | ESO 545-2      | 70                 |
| PGC 9246 | ESO 545-16     | 67                 |
| PGC 8666 |                | 70                 |